# 铅山州
铅山州，元朝时设置的州。
至元二十九年（1292年）升铅山县置，治所在今江西省铅山县东南永平镇北。直隶江浙行省。辖境相当今江西省铅山县地。明朝洪武二年（1369年），降为铅山县。 